# Визовые требования для граждан Украины

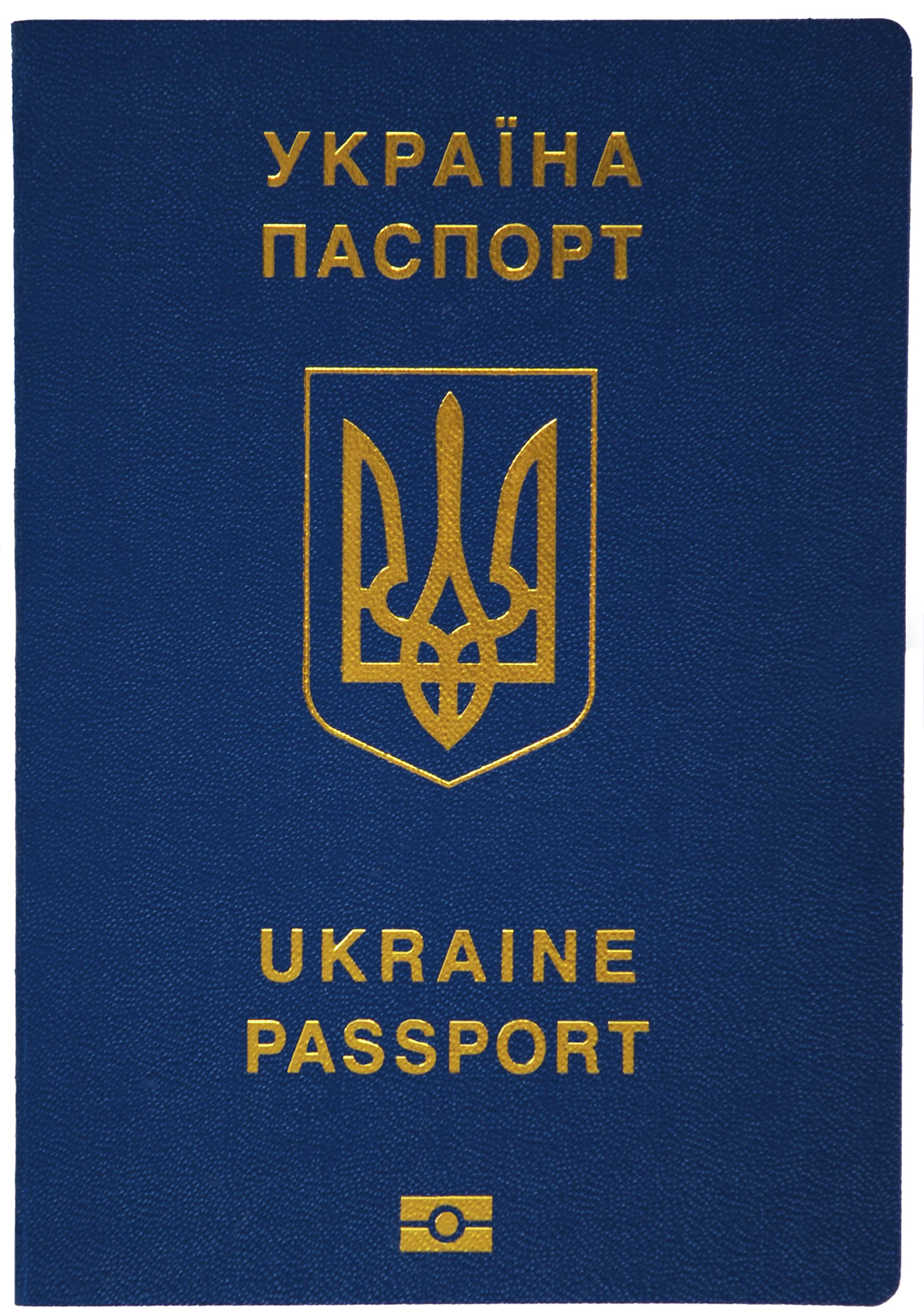
Паспорт гражданина Украины для выезда за границу

Визовые требования для граждан Украины — это административные ограничения со стороны власти других государств относительно посещения этих стран гражданами Украины.
По данным Индекса паспортов, публикуемого консалтинговой компании Henley & Partners совместно с IATA, Украина на 22 января 2025 года занимает 30 место в мире по свободе доступа граждан в зарубежные страны: биометрический общегражданский паспорт гражданина Украины позволяет въехать без получения визы или с получением визы по прибытии в 148 стран мира, включая страны Шенгенской зоны.

## Карта визовых требований для граждан Украины

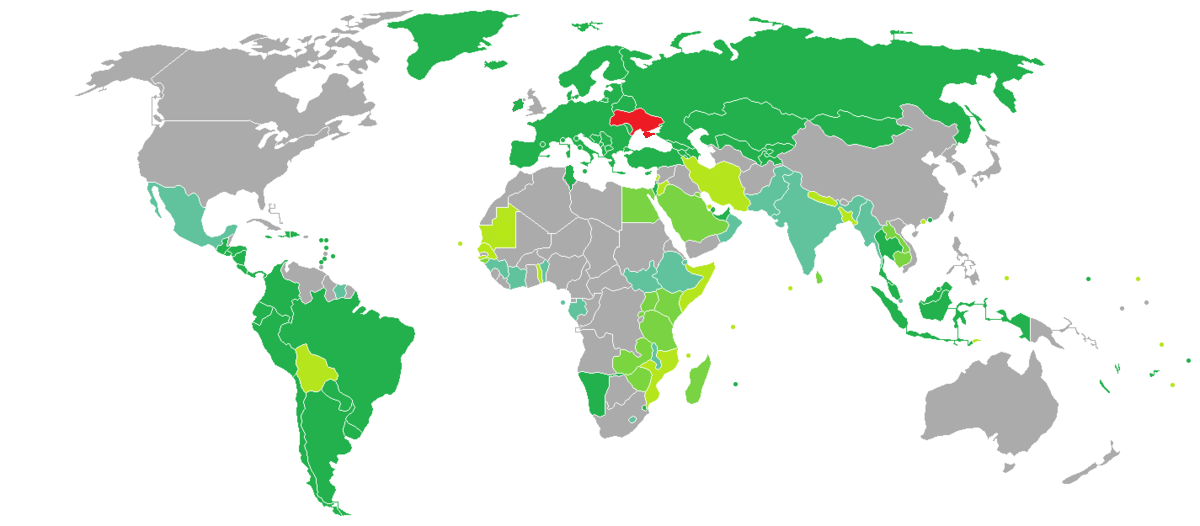
Карта визовых требований для граждан Украины (по состоянию на 12.04.2022)
Украина
Виза не требуется
Виза по прибытии
Электронная виза (оформление через интернет)
Виза требуется (оформление в дипломатических учреждениях)

## Таблица по странам и территориям

### Европа
| Страна               | Требование        | Пребывание | Примечание                                                                               |
| -------------------- | ----------------- | ---------- | ---------------------------------------------------------------------------------------- |
| Австрия              | Виза не требуется | 90 дней    | Действует правило Шенгенской зоны.                                                       |
| Азербайджан          | Виза не требуется | 90 дней    |                                                                                          |
| Албания              | Виза не требуется | 90 дней    |                                                                                          |
| Андорра              | Виза не требуется | 90 дней    | Действует правило Шенгенской зоны.                                                       |
| Армения              | Виза не требуется | 90 дней    |                                                                                          |
| Беларусь             | Виза не требуется | 90 дней    |                                                                                          |
| Бельгия              | Виза не требуется | 90 дней    | Действует правило Шенгенской зоны.                                                       |
| Болгария             | Виза не требуется | 90 дней    |                                                                                          |
| Босния и Герцеговина | Виза не требуется | 30 дней    |                                                                                          |
| Ватикан              | Виза не требуется | 90 дней    | Действует правило Шенгенской зоны.                                                       |
| Великобритания       | Виза требуется    |            |                                                                                          |
| Венгрия              | Виза не требуется | 90 дней    | Действует правило Шенгенской зоны.                                                       |
| Германия             | Виза не требуется | 90 дней    | Действует правило Шенгенской зоны.                                                       |
| Греция               | Виза не требуется | 90 дней    | Действует правило Шенгенской зоны.                                                       |
| Грузия               | Виза не требуется | 365 дней   | Возможен въезд по «внутреннему» паспорту гражданина Украины (только в виде ID-карточки). |
| Дания                | Виза не требуется | 90 дней    | Действует правило Шенгенской зоны.                                                       |
| Ирландия             | Виза не требуется | 90 дней    |                                                                                          |
| Исландия             | Виза не требуется | 90 дней    | Действует правило Шенгенской зоны.                                                       |
| Испания              | Виза не требуется | 90 дней    | Действует правило Шенгенской зоны.                                                       |
| Италия               | Виза не требуется | 90 дней    | Действует правило Шенгенской зоны.                                                       |
| Кипр                 | Виза не требуется | 90 дней    |                                                                                          |
| Латвия               | Виза не требуется | 90 дней    | Действует правило Шенгенской зоны.                                                       |
| Литва                | Виза не требуется | 90 дней    | Действует правило Шенгенской зоны.                                                       |
| Лихтенштейн          | Виза не требуется | 90 дней    | Действует правило Шенгенской зоны.                                                       |
| Люксембург           | Виза не требуется | 90 дней    | Действует правило Шенгенской зоны.                                                       |
| Мальта               | Виза не требуется | 90 дней    | Действует правило Шенгенской зоны.                                                       |
| Молдова              | Виза не требуется | 90 дней    |                                                                                          |
| Монако               | Виза не требуется | 90 дней    | Действует правило Шенгенской зоны.                                                       |
| Нидерланды           | Виза не требуется | 90 дней    | Действует правило Шенгенской зоны.                                                       |
| Норвегия             | Виза не требуется | 90 дней    | Действует правило Шенгенской зоны.                                                       |
| Польша               | Виза не требуется | 90 дней    | Действует правило Шенгенской зоны.                                                       |
| Португалия           | Виза не требуется | 90 дней    | Действует правило Шенгенской зоны.                                                       |
| Россия               | Виза не требуется | 15 дней    | С 5 марта 2022 года срок пребывания ограничен 15 сутками.                                |
| Румыния              | Виза не требуется | 90 дней    |                                                                                          |
| Сан-Марино           | Виза не требуется | 90 дней    | Действует правило Шенгенской зоны.                                                       |
| Северная Македония   | Виза не требуется | 90 дней    |                                                                                          |
| Сербия               | Виза не требуется | 30 дней    | Безвизовый режим с гостевой или туристической целью.                                     |
| Словакия             | Виза не требуется | 90 дней    | Действует правило Шенгенской зоны.                                                       |
| Словения             | Виза не требуется | 90 дней    | Действует правило Шенгенской зоны.                                                       |
| Финляндия            | Виза не требуется | 90 дней    | Действует правило Шенгенской зоны.                                                       |
| Турция               | Виза не требуется | 90 дней    | Возможен въезд по «внутреннему» паспорту гражданина Украины (только в виде ID-карточки). |
| Франция              | Виза не требуется | 90 дней    | Действует правило Шенгенской зоны.                                                       |
| Хорватия             | Виза не требуется | 90 дней    |                                                                                          |
| Черногория           | Виза не требуется | 90 дней    |                                                                                          |
| Чехия                | Виза не требуется | 90 дней    | Действует правило Шенгенской зоны.                                                       |
| Швейцария            | Виза не требуется | 90 дней    | Действует правило Шенгенской зоны.                                                       |
| Швеция               | Виза не требуется | 90 дней    | Действует правило Шенгенской зоны.                                                       |
| Эстония              | Виза не требуется | 90 дней    | Действует правило Шенгенской зоны.                                                       |

### Азия
| Страна            | Требование        | Пребывание | Примечание |
| ----------------- | ----------------- | ---------- | --- |
| Афганистан        | Виза требуется    |            | |
| Бангладеш         | Виза по прибытии  | 30 дней    | |
| Бахрейн           | Виза по прибытии  | 30 дней    | |
| Бруней            | Виза не требуется | 30 дней    | |
| Бутан             | Виза требуется    |            | |
| Восточный Тимор   | Виза по прибытии  | 30 дней    | |
| Вьетнам           | Виза требуется    |            | В случае поездки на остров провинции Фукуок, виза для 30 дней пребывания не требуется. Это возможно только если прибытие в страну осуществляется непосредственно через аэропорт Фукуок (PQC) либо в случае транзитной пересадки в аэропортах Ханой (HAN) и Хошимин (SGN). Также возможно получить визу по прибытии если имеется предварительное одобрение от компетентных органов Вьетнама (только в аэропортах Ханой (HAN), Хошимин (SGN), Дананг (DAD) и Нячанг (CXR)). |
| Израиль           | Виза не требуется | 90 дней    | |
| Индия             | Электронная виза  |            | Оформление визы через интернет на официальном сайте https://indianvisaonline.gov.in/evisa/tvoa.html. С сентября 2019 года стоимость подачи на визу снижена и зависит от периода поездки. 10$ (с апреля по июнь) и 25$ (с июля по март). |
| Индонезия         | Виза не требуется | 30 дней    | |
| Ирак              | Виза требуется    |            | Лицам, которые имеют в паспорте какие-либо отметки Израиля, будет отказано во въезде. Это ограничение не действует в случае въезда через аэропорт Эрбиль (ERB). |
| Иран              | Виза по прибытии  | 30 дней    | Получение визы по прибытии возможно только в аэропортах Кешм (GSM), Киш (KIH), Мешхед (MHD), Исфахан (IFN), Шираз (SYZ), Тебриз (TBZ) и Тегеран (IKA). Лицам, которые имеют в паспорте какие-либо отметки Израиля, будет отказано во въезде. |
| Иордания          | Виза по прибытии  | 30 дней    | |
| Йемен             | Виза требуется    |            | Лицам, которые имеют в паспорте какие-либо отметки Израиля, будет отказано во въезде. |
| Казахстан         | Виза не требуется | 90 дней    | |
| Камбоджа          | Виза по прибытии  | 30 дней    | |
| Катар             | Виза не требуется | 90 дней    | |
| Кыргызстан        | Виза не требуется | 90 дней    | |
| Китай             | Виза требуется    |            | Возможно получить визу по прибытии если имеется предварительное одобрение от компетентных органов КНР. В случае транзита (при наличии дальнейшего билета), виза не требуется на срок пребывания: - 72 часа если въезд через аэропорты: Пекин (PEK), Чанша (CSX), Чэнду (CTU), Чунцин (CKG), Далянь (DLC), Гуйлинь (KWL), Харбин (HRB), Куньмин (KMG), Циндао (TAO), Шэньян (SHE), Тяньцзинь (TSN), Ухань (WUH), Сиань (XIY), Сямынь (XMN) - 144 часа если въезд через аэропорты: Гуанчжоу (CAN), Ханчжоу (HGH), Нанкин (NKG), Пудун (PVG), Хунцяо (SHA) В случае поездки с целью туризма в провинцию Хайнань, виза для 30 дней пребывания не требуется. Это возможно только в случае прибытия в страну непосредственно через аэропорты Санья (SYX) или Хайкоу (HAK).                                                                                    |
| КНДР              | Виза требуется    |            | Посещение с целью туризма возможно только в составе группового тура, организованного уполномоченными туристическими агентствами Северной Кореи. |
| Республика Корея  | Виза требуется    |            | Возможен въезд при наличии дальнейшего билета и действительной визы (в том числе электронной) любой страны Евросоюза, Австралии, Канады, Новой Зеландии или США когда: - прибытие из третьей страны и дальнейшая пересадка в Южной Корее в течение следующих 30 дней до государства, которое выдало визу (например, DEL-ICN-YVR) - прибытие из третьей страны после транзита с последующей пересадкой в Южной Корее в течение следующих 3 дней (например, DEL-SGN-ICN-YVR) - прибытие из страны, которая выдала визу (даже если срок её действия закончился при вылете), с последующей пересадкой в Южной Корее до третьего государства (например, YVR-ICN-DEL) В случае поездки на остров провинции Чеджу, виза для 30 дней пребывания не требуется. Это возможно только если прибытие в страну происходит непосредственно через аэропорт Чеджу (CJU). |
| Кувейт            | Виза по прибытии  | 90 дней    | Лицам, которые имеют в паспорте какие-либо отметки Израиля, будет отказано во въезде. |
| Лаос              | Виза по прибытии  | 30 дней    | Получение визы по прибытии возможно только в аэропортах Луангпхабанг (LPQ), Паксе (PKZ) и Вьентьян (VTE). |
| Ливан             | Виза по прибытии  | 30 дней    | Получение визы по прибытии возможно только в аэропорту Бейрут (BEY). Лицам, которые имеют в паспорте какие-либо отметки Израиля, будет отказано во въезде. |
| Малайзия          | Виза не требуется | 30 дней    | |
| Мальдивы          | Виза не требуется | 30 дней    | |
| Монголия          | Виза не требуется | 90 дней    | |
| Мьянма            | Электронная виза  |            | Оформление визы через интернет. |
| Непал             | Виза по прибытии  | 90 дней    | |
| ОАЭ               | Виза не требуется | 30 дней    | |
| Оман              | Электронная виза  |            | Оформление визы через интернет. |
| Пакистан          | Электронная виза  |            | Оформление визы через интернет. |
| Саудовская Аравия | Электронная виза  | 90 дней    | С 28 сентября 2019 года — доступно оформление электронной визы, нужна медстраховка и бронь места проживания. |
| Сингапур          | Электронная виза  |            | В случае авиатранзита, который не превышает 96 часов, виза не нужна. Наличие авиабилета в конечную страну назначения является обязательным. Транзит не может быть выполнен в страну вылета. (Если вы летите разными авиакомпаниями в Сингапур и дальше — при посадке у вас могут потребовать сингапурскую визу. Это часто бывает у азиатских лоукостеров, которые не поддерживают режим транзита: Air Asia, Indonesia Air Asia, Thai Air Asia, Air India Express, Cebu Pacific Air, Firefly, Jetstar Air Asia, Lion Air, Scoot, Spring Airlines, Tigerair, VietJet Air. Поэтому если вы летите лоукостером — не надейтесь на безвизовый транзит.) |
| Сирия             | Виза требуется    |            | Возможно получить визу по прибытии если имеется предварительное одобрение от компетентных органов Сирии. |
| Таджикистан       | Виза не требуется | 90 дней    | |
| Таиланд           | Виза не требуется | 30 дней    | |
| Туркменистан      | Виза требуется    |            | В случае если имеется официальное приглашение от юридического лица, которое одобрено Министерством иностранных дел, виза для 10 дней пребывания не требуется. |
| Узбекистан        | Виза не требуется | 90 дней    | |
| Филиппины         | Виза требуется    |            | |
| Шри-Ланка         | Виза по прибытии  |            | Бесплатная виза по прибытии. |
| Япония            | Виза требуется    |            | Для посещения страны с туристической целью гарант со стороны Японии не требуется. |

### Африка
| Страна                | Требование        | Пребывание                     | Примечание |
| --------------------- | ----------------- | ------------------------------ | --- |
| Алжир                 | Виза требуется    |                                | |
| Ангола                | Виза требуется    |                                | Возможно получить визу по прибытии если имеется предварительное одобрение от компетентных органов Анголы. |
| Бенин                 | Электронная виза  |                                | Оформление визы через интернет. |
| Ботсвана              | Виза требуется    |                                | |
| Буркина-Фасо          | Виза требуется    |                                | |
| Бурунди               | Виза требуется    |                                | Возможно получить визу по прибытии если имеется предварительное одобрение от компетентных органов Бурунди. |
| Габон                 | Электронная виза  |                                | Оформление визы через интернет. |
| Гамбия                | Виза требуется    |                                | От получения визы освобождаются лица, которые прибывают в страну чартерными рейсами с целью туризма. |
| Гана                  | Виза требуется    |                                | Возможно получить визу по прибытии если имеется предварительное одобрение от компетентных органов Ганы. |
| Гвинея                | Виза требуется    |                                | Возможно получить визу по прибытии если имеется предварительное одобрение от компетентных органов Гвинеи. |
| Гвинея-Бисау          | Виза по прибытии  | 90 дней                        | |
| ДР Конго              | Виза требуется    |                                | |
| Джибути               | Виза по прибытии  |                                | Визовый. Возможно оформление визы в пунктах пропуска через границу (для поездок с туристической целью) при наличии проездного документа, действительного в течение 6 месяцев с даты въезда в страну, и обратной билета. [1] |
| Египет                | Виза по прибытии  | 30 дней                        | Возможно посещение без визы (в случае въезда через аэропорты Шарм-эль-Шейх (SSH), Святой Катерины (SKV), Таба (TCP) либо КПП Таба на сухопутной границе с Израилем), но перемещение будет ограничено территорией Синайского полуострова. Виза по прибытии необходима, если вы посещаете африканскую часть Египта (Хургада, Каир, пирамиды в Гизе, Луксор, Александрия, Марса Алам, рынок Шалатейн) стоит 25 $. Выглядит как обычная марка, которую нужно вклеить на одну из свободных страниц загранпаспорта. |
| Замбия                | Виза по прибытии  | 90 дней                        | |
| Зимбабве              | Виза по прибытии  | 90 дней                        | |
| Кабо-Верде            | Виза по прибытии  | 90 дней                        | |
| Камерун               | Виза требуется    |                                | Возможно получить визу по прибытии если имеется предварительное одобрение от компетентных органов Камеруна. |
| Кения                 | Электронная виза  |                                | Оформление визы через интернет. |
| Коморы                | Виза по прибытии  | 45 дней                        | |
| Республика Конго      | Виза требуется    |                                | Возможно получить визу по прибытии если есть VIP-приглашение. |
| Кот-д’Ивуар           | Электронная виза  |                                | Оформление визы через интернет. По ней въезд возможен только через аэропорт Абиджан (ABJ). |
| Лесото                | Электронная виза  |                                | Оформление визы через интернет. |
| Либерия               | Виза требуется    |                                | Возможно получить визу по прибытии если: - имеется предварительное одобрение от компетентных органов Либерии - поездка начинается из страны, где нет дипломатического представительства Либерии |
| Ливия                 | Виза требуется    |                                | Возможно получить визу по прибытии если целью поездки является посещение резидента Ливии (при наличии соответствующих документов). Лицам, которые имеют в паспорте какие-либо отметки Израиля, будет отказано во въезде. |
| Маврикий              | Виза не требуется | 90 дней                        | |
| Мавритания            | Виза по прибытии  | 30 дней                        | Получение визы по прибытии возможно только в аэропорту Нуакшот (NKC). |
| Мадагаскар            | Виза по прибытии  | 90 дней                        | |
| Малави                | Виза требуется    |                                | |
| Мали                  | Виза требуется    |                                | |
| Марокко               | Виза требуется    |                                | |
| Мозамбик              | Виза по прибытии  | 90 дней                        | Получение визы по прибытии возможно только в аэропортах Бейра (BEW), Нампула (APL), Мапуту (MPM), Пемба (POL), Тете (TET) и Виланкулос (VNX). |
| Намибия               | Виза не требуется | 90 дней                        | |
| Нигер                 | Виза требуется    |                                | |
| Нигерия               | Электронная виза  |                                | Оформление визы через интернет. |
| Руанда                | Виза по прибытии  | 30 дней                        | |
| Сан-Томе и Принсипи   | Электронная виза  |                                | Оформление визы через интернет. Также имеется возможность получить визу по прибытии при наличии действительной визы США или Шенгена. |
| Сейшельские Острова   | Виза по прибытии  | 30 дней                        | |
| Сенегал               | Виза по прибытии  | 90 дней                        | |
| Сомали                | Виза по прибытии  | 30 дней                        | Получение визы по прибытии возможно только в аэропортах Босасо (BSA), Галькайо (GLK) и Могадишо (MGQ). |
| Судан                 | Виза требуется    |                                | Возможно получить визу по прибытии если имеется предварительное одобрение от компетентных органов Судана. |
| Сьерра-Леоне          | Виза требуется    |                                | Возможно получить визу по прибытии если имеется предварительное одобрение от компетентных органов Сьерра-Леоне. |
| Танзания              | Виза по прибытии  | 90 дней                        | |
| Того                  | Виза по прибытии  | 7 дней                         | |
| Тунис                 | Виза не требуется | 90 дней на протяжении 180 дней | |
| Уганда                | Виза по прибытии  | 90 дней                        | |
| ЦАР                   | Виза требуется    |                                | |
| Чад                   | Виза требуется    |                                | Возможно получить визу по прибытии если имеется предварительное одобрение от компетентных органов Чада. |
| Экваториальная Гвинея | Виза требуется    |                                | |
| Эритрея               | Виза требуется    |                                | Возможно получить визу по прибытии если имеется предварительное одобрение от компетентных органов Эритреи. |
| Эсватини              | Виза не требуется | 30 дней                        | |
| Эфиопия               | Электронная виза  |                                | Оформление визы через интернет. |
| ЮАР                   | Виза требуется    |                                | |
| Южный Судан           | Виза требуется    |                                | |

### Северная Америка
| Страна                   | Требование        | Пребывание | Примечание |
| ------------------------ | ----------------- | ---------- | --- |
| Антигуа и Барбуда        | Виза не требуется | 90 дней    | |
| Багамские Острова        | Виза требуется    |            | |
| Барбадос                 | Виза не требуется | 28 дней    | |
| Белиз                    | Виза требуется    |            | Возможен въезд при наличии действительной Шенгенской визы. Также есть возможность получить визу по прибытии если имеется действительная многократная виза США. |
| Гаити                    | Виза не требуется | 90 дней    | |
| Гватемала                | Виза не требуется | 90 дней    | |
| Гондурас                 | Виза не требуется | 90 дней    | |
| Гренада                  | Виза не требуется | 90 дней    | |
| Доминика                 | Виза не требуется | 21 день    | |
| Доминиканская Республика | Виза не требуется | 90 дней    | |
| Канада                   | Виза требуется    |            | |
| Коста-Рика               | Виза не требуется | 90 дней    | |
| Куба                     | Виза требуется    |            | Для въезда необходимо предварительно иметь туристическую карточку.                                                                                             |
| Мексика                  | Электронная виза  |            | Оформление визы через интернет. |
| Никарагуа                | Виза не требуется | 90 дней    | |
| Панама                   | Виза не требуется | 180 дней   | |
| Сальвадор                | Виза не требуется | 90 дней    | |
| Сент-Винсент и Гренадины | Виза не требуется | 90 дней    | |
| Сент-Китс и Невис        | Виза не требуется | 90 дней    | |
| Сент-Люсия               | Виза требуется    |            | |
| США                      | Виза требуется    |            | |
| Тринидад и Тобаго        | Виза требуется    |            | Возможно получить визу по прибытии если имеется предварительное одобрение от компетентных органов Тринидад и Тобаго.                                           |
| Ямайка                   | Виза не требуется | 30 дней    | |

### Южная Америка
| Страна    | Требование        | Пребывание | Примечание                                                                          |
| --------- | ----------------- | ---------- | ----------------------------------------------------------------------------------- |
| Аргентина | Виза не требуется | 90 дней    |                                                                                     |
| Боливия   | Виза по прибытии  | 90 дней    | Возможно получить визу по прибытии если имеется приглашение или бронирование отеля. |
| Бразилия  | Виза не требуется | 90 дней    |                                                                                     |
| Венесуэла | Виза требуется    |            |                                                                                     |
| Гайана    | Виза по прибытии  |            | Возможно получить визу по прибытии если имеется приглашение или бронирование отеля. |
| Колумбия  | Виза не требуется | 90 дней    | С 17 апреля 2020 года действует безвизовый режим.                                   |
| Парагвай  | Виза не требуется | 90 дней    |                                                                                     |
| Перу      | Виза не требуется | 183 дня    |                                                                                     |
| Суринам   | Электронная виза  |            | Оформление визы через интернет.                                                     |
| Уругвай   | Виза не требуется | 90 дней    |                                                                                     |
| Чили      | Виза не требуется | 90 дней    |                                                                                     |
| Эквадор   | Виза не требуется | 90 дней    |                                                                                     |

### Океания
| Страна               | Требование        | Пребывание | Примечание                                                                                               |
| -------------------- | ----------------- | ---------- | --- |
| Австралия            | Электронная виза  |            | Оформление визы через интернет.                                                                          |
| Вануату              | Виза не требуется | 30 дней    | |
| Кирибати             | Виза требуется    |            | |
| Маршалловы Острова   | Виза не требуется | 90 дней    | |
| Науру                | Виза требуется    |            | Возможно получить визу по прибытии если имеется предварительное одобрение от компетентных органов Науру. |
| Новая Зеландия       | Виза требуется    |            | |
| Палау                | Виза по прибытии  | 30 дней    | |
| Папуа — Новая Гвинея | Виза требуется    |            | |
| Самоа                | Виза по прибытии  | 60 дней    | |
| Соломоновы Острова   | Виза требуется    |            | |
| Тонга                | Виза по прибытии  | 31 день    | |
| Тувалу               | Виза по прибытии  | 30 дней    | |
| Микронезия           | Виза не требуется | 30 дней    | |
| Фиджи                | Виза не требуется | 120 дней   | |

### Зависимые территории
Австралия:
| Территория                       | Требование       | Пребывание | Примечание                                                             |
| -------------------------------- | ---------------- | ---------- | ---------------------------------------------------------------------- |
| Кокосовые острова                | Электронная виза |            | Оформление визы через интернет (действует визовая политика Австралии). |
| Остров Норфолк                   | Электронная виза |            | Оформление визы через интернет (действует визовая политика Австралии). |
| Остров Рождества                 | Электронная виза |            | Оформление визы через интернет (действует визовая политика Австралии). |
| Остров Херд и острова Макдональд | Электронная виза |            | Оформление визы через интернет (действует визовая политика Австралии). |

Великобритания:
| Территория                                          | Требование                       | Пребывание | Примечание |
| --------------------------------------------------- | -------------------------------- | ---------- | --- |
| Акротири и Декелия                                  | Виза не требуется                | 90 дней    | Существует возможность посещения при условии законного нахождения на территории Кипра. действует правило Шенгенской зоны.       |
| Ангилья                                             | Виза требуется                   |            | Возможен въезд при наличии действительной визы Великобритании.                                                                  |
| Бермудские Острова                                  | Виза требуется                   |            | Возможен въезд при наличии действительной визы Великобритании, Канады или США.                                                  |
| Британская Территория в Индийском Океане            | Требуется специальное разрешение |            | Территория запрещена для посещения с целью туризма.                                                                             |
| Британские Виргинские Острова                       | Виза требуется                   |            | Возможен въезд при наличии действительной визы Великобритании, Канады или США.                                                  |
| Гернси                                              | Виза требуется                   |            | Возможен въезд при наличии действительной визы Великобритании.                                                                  |
| Гибралтар                                           | Виза не требуется                |            | С 3 - го марта 2022 года безвизовый въезд на 21 день.                                                                           |
| Джерси                                              | Виза требуется                   |            | Возможен въезд при наличии действительной визы Великобритании.                                                                  |
| Каймановы Острова                                   | Виза требуется                   |            | Имеет статус автономии, поэтому необходима отдельная виза.                                                                      |
| Монтсеррат                                          | Электронная виза                 |            | Оформление визы через интернет. Также возможен въезд при наличии действительной визы Канады, США или страны Шенгена.            |
| Остров Мэн                                          | Виза требуется                   |            | Возможен въезд при наличии действительной визы Великобритании.                                                                  |
| Острова Святой Елены, Вознесения и Тристан-да-Кунья | Виза по прибытии                 | 183 дня    | Добраться до острова можно только морским транспортом. Как правило, перевозчик оформляет предварительное разрешение на высадку. |
| Острова Теркс и Кайкос                              | Виза не требуется                | 90 дней    | |
| Острова Питкэрн                                     | Виза по прибытии                 | 14 дней    | Добраться до острова можно только морским транспортом. Как правило, перевозчик оформляет предварительное разрешение на высадку. |
| Фолклендские Острова                                | Виза требуется                   |            | Имеет статус автономии, поэтому необходима отдельная виза.                                                                      |
| Южная Георгия и Южные Сандвичевы Острова            | Виза по прибытии                 | 30 дней    | Добраться до острова можно только морским транспортом. Как правило, перевозчик оформляет предварительное разрешение на высадку. |

Греция:
| Территория | Требование        | Пребывание | Примечание |
| ---------- | ----------------- | ---------- | --- |
| Афон       | Виза не требуется | 4 дня      | Действует правило Шенгенской зоны, дополнительно нужно получить специальное разрешение — диамонитирион, которое выдаётся Бюро паломников министерства Македонии и Фракии в Салониках и даёт право пребывания на Афоне в течение 4 дней и ночёвки в любом монастыре. |

Дания:
| Территория        | Требование        | Пребывание | Примечание                         |
| ----------------- | ----------------- | ---------- | ---------------------------------- |
| Гренландия        | Виза не требуется | 90 дней    | Действует правило Шенгенской зоны. |
| Фарерские острова | Виза не требуется | 90 дней    | Действует правило Шенгенской зоны. |

Израиль:
| Территория | Требование        | Пребывание | Примечание                                                                               |
| ---------- | ----------------- | ---------- | ---------------------------------------------------------------------------------------- |
| Палестина  | Виза не требуется | 90 дней    | Существует возможность посещения при условии законного нахождения на территории Израиля. |

Испания:
| Территория                    | Требование        | Пребывание | Примечание                         |
| ----------------------------- | ----------------- | ---------- | ---------------------------------- |
| Канарские острова             | Виза не требуется | 90 дней    | Действует правило Шенгенской зоны. |
| Мелилья                       | Виза не требуется | 90 дней    | Действует правило Шенгенской зоны. |
| Сеута                         | Виза не требуется | 90 дней    | Действует правило Шенгенской зоны. |
| Суверенные территории Испании | Виза не требуется | 90 дней    | Действует правило Шенгенской зоны. |

Китай:
| Территория | Требование        | Пребывание | Примечание                                                                                                 |
| ---------- | ----------------- | ---------- | --- |
| Гонконг    | Виза не требуется | 14 дней    | |
| Макао      | Виза не требуется | 30 дней    | |
| Тайвань    | Виза требуется    |            | Возможно получить визу по прибытии если имеется предварительное одобрение от компетентных органов Тайваня. |

Марокко:
| Территория      | Требование     | Пребывание | Примечание                                                                               |
| --------------- | -------------- | ---------- | ---------------------------------------------------------------------------------------- |
| Западная Сахара | Виза требуется |            | Существует возможность посещения при условии законного нахождения на территории Марокко. |

Нидерланды:
| Территория    | Требование        | Пребывание | Примечание                                                           |
| ------------- | ----------------- | ---------- | -------------------------------------------------------------------- |
| Аруба         | Виза не требуется | 90 дней    |                                                                      |
| Бонайре       | Виза не требуется | 90 дней    |                                                                      |
| Кюрасао       | Виза не требуется | 90 дней    |                                                                      |
| Саба          | Виза не требуется | 90 дней    |                                                                      |
| Синт-Мартен   | Виза не требуется | 90 дней    | Возможен безвизовый трансфер на французскую часть острова — 48 часов |
| Синт-Эстатиус | Виза не требуется | 90 дней    |                                                                      |

Новая Зеландия:
| Территория   | Требование        | Пребывание | Примечание                                                     |
| ------------ | ----------------- | ---------- | -------------------------------------------------------------- |
| Ниуэ         | Виза не требуется | 30 дней    |                                                                |
| Острова Кука | Виза не требуется | 31 день    |                                                                |
| Токелау      | Виза требуется    |            | Возможен въезд при наличии действительной визы Новой Зеландии. |

Норвегия:
| Территория            | Требование        | Пребывание | Примечание                                                               |
| --------------------- | ----------------- | ---------- | ------------------------------------------------------------------------ |
| Шпицберген и Ян-Майен | Виза не требуется | ∞          | Свободный въезд для граждан государств-участников Парижского соглашения. |

Португалия:
| Территория       | Требование        | Пребывание | Примечание                         |
| ---------------- | ----------------- | ---------- | ---------------------------------- |
| Азорские острова | Виза не требуется | 90 дней    | Действует правило Шенгенской зоны. |
| Мадейра          | Виза не требуется | 90 дней    | Действует правило Шенгенской зоны. |

Соединённые Штаты Америки:
| Территория                      | Требование     | Пребывание | Примечание |
| ------------------------------- | -------------- | ---------- | --- |
| Американские Виргинские Острова | Виза требуется |            | Возможен въезд при наличии действительной визы США.                                                                        |
| Американское Самоа              | Виза требуется |            | Необходимо иметь разрешение миграционной службы АС и действительную визу США (самолёты в Самоа направляются только с США). |
| Гуам                            | Виза требуется |            | Возможен въезд при наличии действительной визы США.                                                                        |
| Пуэрто-Рико                     | Виза требуется |            | Возможен въезд при наличии действительной визы США.                                                                        |
| Северные Марианские Острова     | Виза требуется |            | Возможен въезд при наличии действительной визы США.                                                                        |

Финляндия:
| Территория        | Требование        | Пребывание | Примечание                         |
| ----------------- | ----------------- | ---------- | ---------------------------------- |
| Аландские острова | Виза не требуется | 90 дней    | Действует правило Шенгенской зоны. |

Франция:
| Территория            | Требование        | Пребывание | Примечание |
| --------------------- | ----------------- | ---------- | ---------- |
| Гваделупа             | Виза не требуется | 90 дней    |            |
| Майотта               | Виза не требуется | 90 дней    |            |
| Мартиника             | Виза не требуется | 90 дней    |            |
| Новая Каледония       | Виза не требуется | 90 дней    |            |
| Реюньон               | Виза не требуется | 90 дней    |            |
| Сен-Бартелеми         | Виза не требуется | 90 дней    |            |
| Сен-Мартен            | Виза не требуется | 90 дней    |            |
| Сен-Пьер и Микелон    | Виза не требуется | 90 дней    |            |
| Уоллис и Футуна       | Виза не требуется | 90 дней    |            |
| Французская Гвиана    | Виза не требуется | 90 дней    |            |
| Французская Полинезия | Виза не требуется | 90 дней    |            |

### Непризнанные и частично признанные территории
| Территория                            | Требование        | Пребывание | Примечания |
| ------------------------------------- | ----------------- | ---------- | --- |
| Абхазия                               | Виза требуется    |            | Согласно законодательству Грузии, въезд через российско-абхазскую границу рассматривается как незаконное пересечение государственной границы Грузии и уголовно преследуется. Легальный въезд граждан Украины в Абхазию возможен только при наличии специального разрешения компетентных органов Грузии и только по направлению Зугдидского муниципалитета.          |
| Косово                                | Виза не требуется | 90 дней    | Возможен въезд при наличии действительной шенгенской визы или вида на жительство одной из стран ЕС. Для выезда из Косово в Сербию необходимо предварительно выехать в третью страну (например, Черногорию или Северную Македонию). Однако въезд с территории Сербии и последующее возвращение через границу с Косово возможен.                                      |
| Приднестровская Молдавская Республика | Виза не требуется | 45 дней    | В случае если дальнейшее выезд из Молдовы планируется через пограничный пункт пропуска, который контролируется молдавскими властями, то необходимо перед въездом в ПМР поставить в паспорт отметку о пересечении границы Украины (ставится украинскими пограничниками по требованию).                                                                               |
| Сомалиленд                            | Виза по прибытии  | 30 дней    | |
| Турецкая Республика Северного Кипра   | Виза не требуется | 15 дней    | |
| Южная Осетия                          | Виза не требуется | 90 дней    | Согласно законодательству Грузии, въезд через российско-южноосетинскую границу рассматривается как незаконное пересечение государственной границы Грузии и уголовно преследуется. Легальный въезд граждан Украины в Южной Осетии возможен только при наличии специального разрешения компетентных органов Грузии и только по направлению Горийского муниципалитета. |

## Бум
- Большинство стран для въезда требуют наличие проездного документа (паспорта), который действителен не менее 3-6 месяцев.
- Независимо от режима въезда, иностранные пограничные службы могут потребовать документы, подтверждающие цель прибытия, обратные билеты и наличие достаточных финансовых средств для поездки.
- Безвизовый режим с другими странами не даёт права работать в них. Несоблюдение этой нормы может повлечь за собой штраф с последующей депортацией.
- Некоторые страны могут взимать денежные сборы за въезд или выезд.
- В случаях, когда оформление визы осуществляется по прибытии, могут понадобиться 1-2 цветные паспортные фотографии лица, пересекающего границу.
- Безвизовый въезд в страны Шенгенской зоны возможен исключительно по биометрическому паспорту. Владельцам паспортов старого образца необходима виза или вид на жительство в одной из стран ЕС.

## Вакцинация
Для посещения большинства африканских стран необходимо иметь международный сертификат о вакцинации.

## Прогнозы на будущее
Имеется договорённость отмены виз в ближайшее время со следующими странами:
- Республика Корея

Также ведутся переговоры об отмене виз ещё с рядом стран. А именно:
- Багамские Острова
- Бахрейн
- Кирибати
- Маршалловы Острова
- Палау
- Самоа
- Саудовская Аравия
- Соломоновы Острова
- Тринидад и Тобаго